# ガンバ!!
『ガンバ!!』は、ときめき♡宣伝部の1枚目のシングル（インディーズを含めると通算4枚目）である。2016年11月9日にユニバーサルシグマから発売された。
本作がユニバーサルシグマに移籍後初シングルとなり、またときめき♡宣伝部にとってのメジャーデビューシングルとなる。

## 概要
本シングル『ガンバ!!』がユニバーサルシグマ移籍後初シングルであり、ときめき♡宣伝部にとってのメジャーデビューシングルとなる。期間限定生産どきどき盤（CD+DVD）、せいしゅん盤（CD）、せきがえ盤（CD）、なでしこ盤（CD）の4形態で発売された。
表題曲「ガンバ!!」についてメンバーの辻野かなみは「誰かに否定されたとしても、自分を持ってがんばれば、夢は叶うんだよっていう想いを持って歌ってます。」とインタビューにて語っている。
2016年9月5日に「ガンバ!!」のMVが公開された。
2016年11月2日に各種配信サイトにて配信シングル『ガンバ!!』の先行配信が開始された。
2017年3月20日にメンバーの永坂真心がときめき♡宣伝部を退部（脱退）したので、本作がオリジナルメンバー5人体制での最後のシングルとなった。

## 収録曲
（ときめき♡宣伝部：辻野かなみ、小泉遥香、坂井仁香、吉川ひより、永坂真心）
- 期間限定生産どきどき盤（CD+DVD、UMCK-9877）
  - CD
    - ガンバ!!（作詞・作曲・編曲：浅利進吾）
      - フジテレビ系列『奇跡体験!アンビリバボー』2016年10月クールエンディングテーマ

  - DVD
    - ときめき♡宣伝部のクアトロックオ～ン♡!!～オルスタライブVol.1～（約60分収録）
- せいしゅん盤（CD、UMCK-5613）
  - CD
    - ガンバ!!
    - 青春アンセム（作詞・作曲：杉山勝彦、編曲：三谷秀甫・杉山勝彦）
      - 「私たちの青春を全部とき宣に捧げてるとか、ステージ上では見せない私たちの素顔が歌詞になっているんです。」（小泉）。メンバー5人それぞれ、どういう子で、何が得意で、何がダメでといったことを、制作を依頼する際に作詞・作曲の杉山勝彦に渡してできた歌詞だという[3]。
- せきがえ盤（CD、UMCK-5613）
  - CD
    - ガンバ!!
    - せきがえのうた（作詞・作曲・編曲：中村瑛彦）
      - 『すきっ！』を作詞・作曲することになる中村瑛彦による作品
      - おもしろい私たちより、かわいい私たちにスポットを当てた楽曲[3]
- なでしこ盤（CD、UMCK-5613）
  - CD
    - ガンバ!!
    - いざ、大和撫子（作詞：youth case・鈴木裕哉、作曲・編曲：youth case）

## 販売形態

### CDシングル
2016年11月9日に期間限定生産どきどき盤（CD+DVD、UMCK-9877）、せいしゅん盤（CD、UMCK-5613）、せきがえ盤（CD、UMCK-5613）、なでしこ盤（CD、UMCK-5613）の4形態で販売された。期間限定生産どきどき盤には、「ときめき♡宣伝部のクアトロックオ～ン♡!! ～オルスタライブVol.1～」として2016年7月17日にSHIBUYA CLUB QUATTROにて開催されたライブを収めたDVDが付属している。

### 配信シングル
CDシングル発売1週間前の2016年11月2日に配信シングル『ガンバ!!』が各種配信サイトにて先行配信された。
| #         | タイトル           | 作詞                 | 作曲       | 編曲               | 時間  |
| --------- | ------------------ | -------------------- | ---------- | ------------------ | ----- |
| 1.        | 「ガンバ!!」       | 浅利進吾             | 浅利進吾   | 浅利進吾           | 4:09  |
| 2.        | 「青春アンセム」   | 杉山勝彦             | 杉山勝彦   | 三谷秀甫・杉山勝彦 | 4:06  |
| 3.        | 「せきがえのうた」 | 中村瑛彦             | 中村瑛彦   | 中村瑛彦           | 4:52  |
| 4.        | 「いざ、大和撫子」 | youth case・鈴木裕哉 | youth case | youth case         | 4:24  |
| 合計時間: | 合計時間:          | 合計時間:            | 合計時間:  | 合計時間:          | 17:31 |

## タイアップ
| 楽曲         | 番組                                          | 期間                               | 備考  |
| ------------ | --------------------------------------------- | ---------------------------------- | ----- |
| 「ガンバ!!」 | 『奇跡体験!アンビリバボー』（フジテレビ系列） | 2016年10月クールエンディングテーマ | [ 8 ] |

## テレビ出演
| 楽曲         | 番組                           | 放送日         | 備考  |
| ------------ | ------------------------------ | -------------- | ----- |
| 「ガンバ!!」 | 『おはスタ』（テレビ東京系列） | 2016年11月15日 | [ 9 ] |